# Dibeira
Dibeira fou un llogaret del Sudan al sud de Wadi Halfa avui cobert per les aigües del Llac Nasser.
A la zona oest s'han trobat restes de la darrera fase del Neolític (o de vers després del 3500 aC - a l'est, l'establiment més antic és de vers el 2200 aC) i la tumba pintada del príncep nubià Djehuti-hotep. La tumba va ser desmuntada i reconstruïda al Museu Nacional del Sudan.